# Magdalena Żelazna
Magdalena Żelazna (ur. 16 kwietnia 2004) – polska lekkoatletka specjalizująca się w chodzie sportowym.

## Kariera sportowa
W czasie swojej kariery juniorskiej zdobywała medale mistrzostw Polski m.in. pierwsze miejsce wśród młodzieżowców w 2024 na dystansie 10 km. Startowała również w imprezach międzynarodowych: w mistrzostwach świata U20 w 2022 rozgrywanych w Cali, gdzie zajęła 19. miejsce na 10 km oraz w mistrzostwach Europy U20 w 2023 w Jerozolimie, gdzie zajęła 9. miejsce na 10 km.
W 2021 zdobyła swój pierwszy medal seniorski – brązowy, na mistrzostwach Polski rozgrywanych w Poznaniu na 5000 m.
W 2023 brała udział w drużynowych mistrzostwach Europy w czeskich Podiebradach, gdzie w wyścigu U20 na 10 km zajęła 14. miejsce.
Rok później zdobyła tytuł halowej mistrzyni Polski na dystansie 3000 m, a także brąz na 10 000 m na imprezie rozgrywanej w Bydgoszczy. Reprezentowała także Polskę na drużynowych mistrzostwach świata w Antalyi, gdzie zajęła indywidualnie 47. miejsce na 20 km.
W 2025 zdobyła srebrny medal na halowych mistrzostwach Polski seniorów na dystansie 3000 m. 4 maja na Korzeniowski Warsaw Race Walking Cup 2025 zdobyła srebrny medal mistrzostw Polski na 20 km.
Od 2017 roku reprezentuje klub AZS-AWF Gorzów, trenerem jest Agnieszka Woźniak.

## Osiągnięcia

### Seniorzy – krajowe
| Rok  | Impreza                            | Miejsce   | Konkurencja     | Pozycja    | Wynik    |
| ---- | ---------------------------------- | --------- | --------------- | ---------- | -------- |
| 2021 | Mistrzostwa Polski seniorów        | Poznań    | chód na 5000 m  | 3. miejsce | 24:25,20 |
| 2024 | Halowe mistrzostwa Polski seniorów | Wrocław   | chód na 3000 m  | 1. miejsce | 13:12,40 |
| 2024 | Mistrzostwa Polski seniorów        | Bydgoszcz | chód na 10000 m | 3. miejsce | 47:53,12 |
| 2025 | Halowe mistrzostwa Polski seniorów | Toruń     | chód na 3000 m  | 2. miejsce | 12:57,3  |
| 2025 | Mistrzostwa Polski seniorów        | Warszawa  | chód na 20 km   | 2. miejsce | 1:37:58  |

### Juniorzy – krajowe
| Rok  | Impreza                            | Miejsce | Konkurencja      | Pozycja    | Wynik    |
| ---- | ---------------------------------- | ------- | ---------------- | ---------- | -------- |
| 2022 | Halowe mistrzostwa Polski juniorów | Rzeszów | chód na 3000 m   | 1. miejsce | 13:55,79 |
| 2022 | Mistrzostwa Polski juniorów        | Radom   | chód na 10 000 m | 1. miejsce | 48:11,34 |
| 2023 | Halowe mistrzostwa Polski juniorów | Rzeszów | chód na 3000 m   | 1. miejsce | 13:30,48 |
| 2023 | Mistrzostwa Polski juniorów        | Gdańsk  | chód na 20 km    | 1. miejsce | 1:43:05  |
| 2024 | Młodzieżowe mistrzostwa Polski     | Gdańsk  | chód na 10 km    | 1. miejsce | 50:38    |